# Азелебен
Азелебен (нем. Aseleben) — деревня в Германии, в земле Саксония-Анхальт, входит в район Мансфельд-Зюдгарц в составе коммуны Зегебит-Мансфельдер.
Население составляет 521 человек (на 31 декабря 2008 года). Занимает площадь 3,82 км².

## История
Первое упоминание о поселении относится к IX веку.
1 января 2010 года, после проведённых реформ, была образована коммуна Зегебит-Мансфельдер, а в её состав вошли ранее независимые коммуны: Амсдорф, Азелебен, Ванслебен-ам-Зе, Дедерштедт, Зеебург, Люттхендорф, Нехаузен, Рёблинген-ам-Зе, Хорнбург, Штедтен, Эрдеборн.

## Галерея

Азелебен на карте коммуны
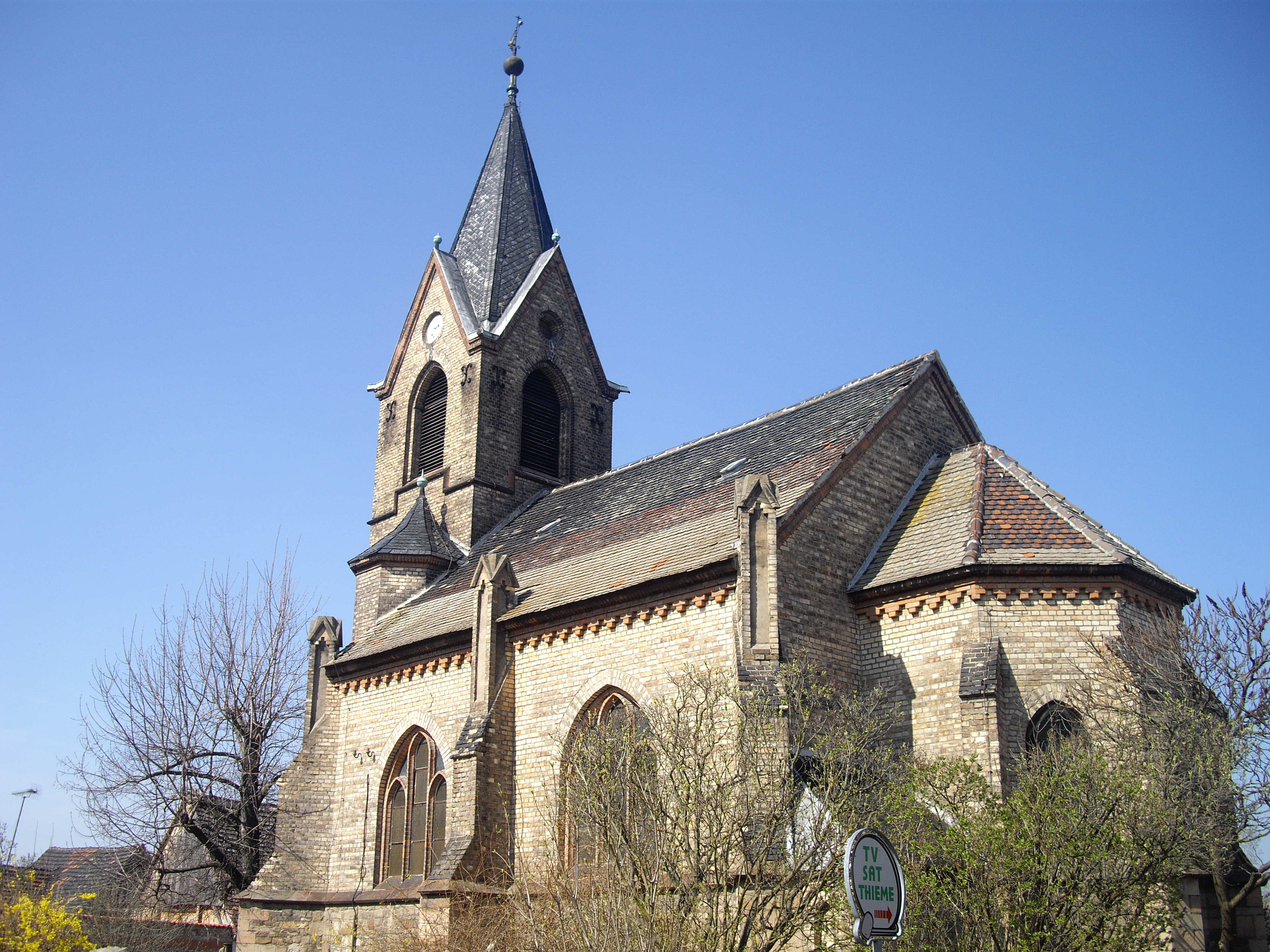
Церковь в Азелебене
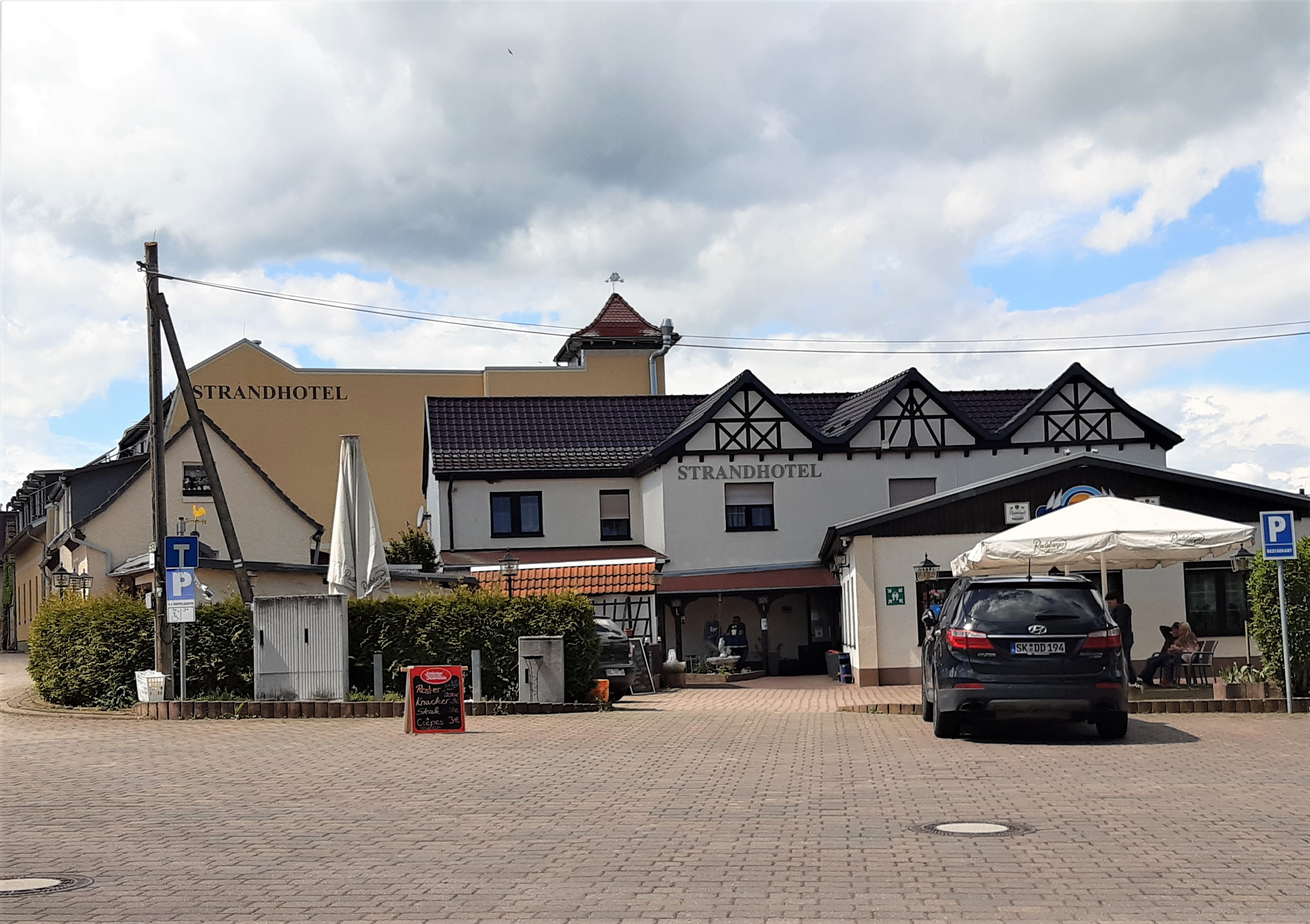
Отель в Азелебене
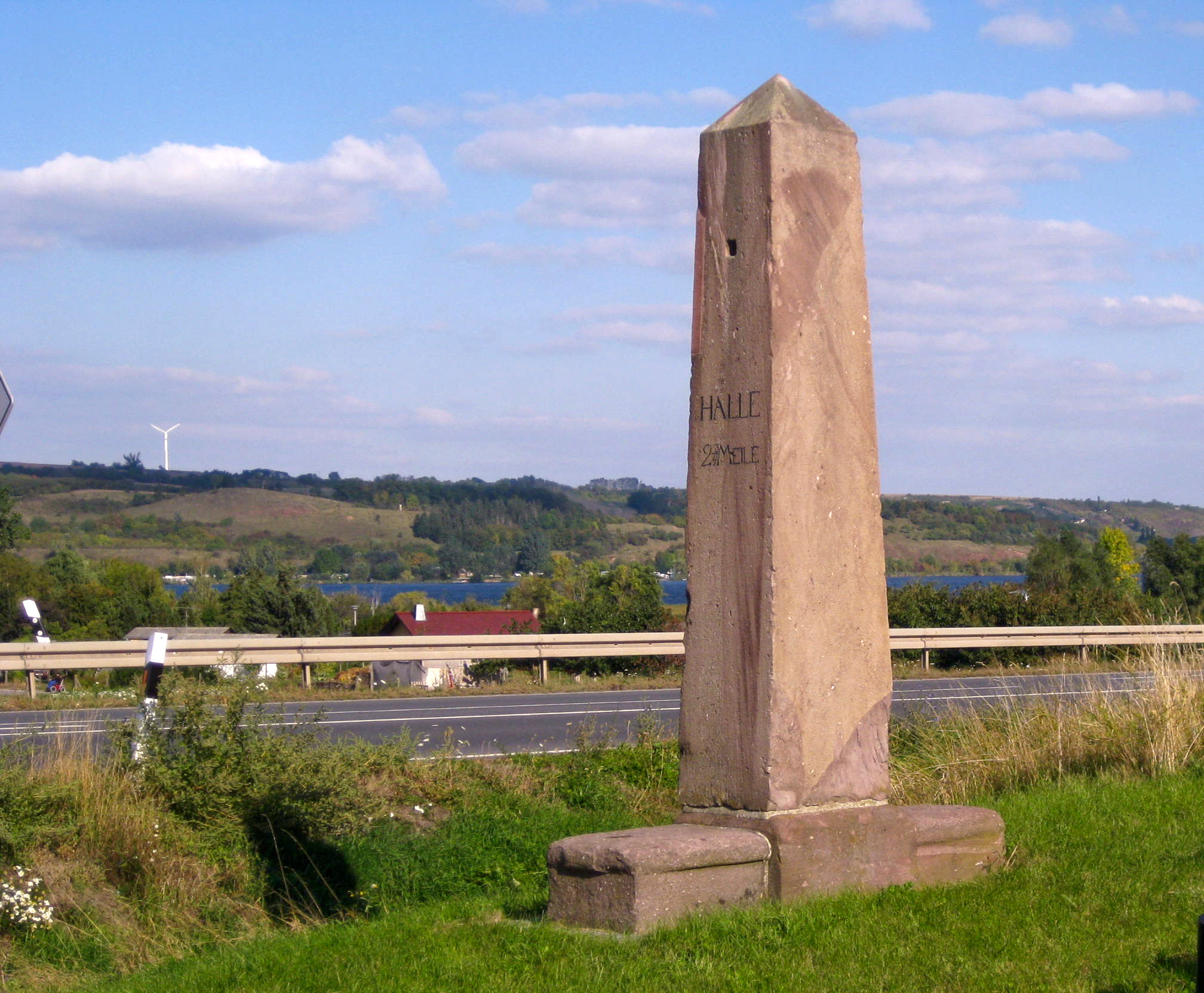
Столбовая миля прусских времён